# Vitis berlandieri
Vitis berlandieri Planch., 1880 è una pianta arbustiva rampicante della famiglia Vitaceae, appartenente al raggruppamento delle "viti americane", che comprende Parthenocissus quinquefolia, Vitis labrusca (uva fragola), Vitis rupestris, Vitis riparia.
Questa specie è spontanea in Messico e nelle regioni centromeridionali degli USA (Texas, Nuovo Messico,  Arkansas), dove vegeta in ambienti boscosi.
È stata introdotta in Europa per impiegarla come portinnesto della vite europea in quanto l'apparato radicale è tollerante agli attacchi della Fillossera. In passato in Italia sono state utilizzate due selezioni "pure", la Berlandieri Rességuier n. 1 e la Berlandieri Rességuier n. 2, ottenute nei Vivai Rességuier in (Francia). Queste due selezioni sono ora abbandonate per l'impiego diretto, ma sono invece molto diffusi i loro ibridi con selezioni di Vitis riparia e Vitis rupestris.